# Aceite de ricino

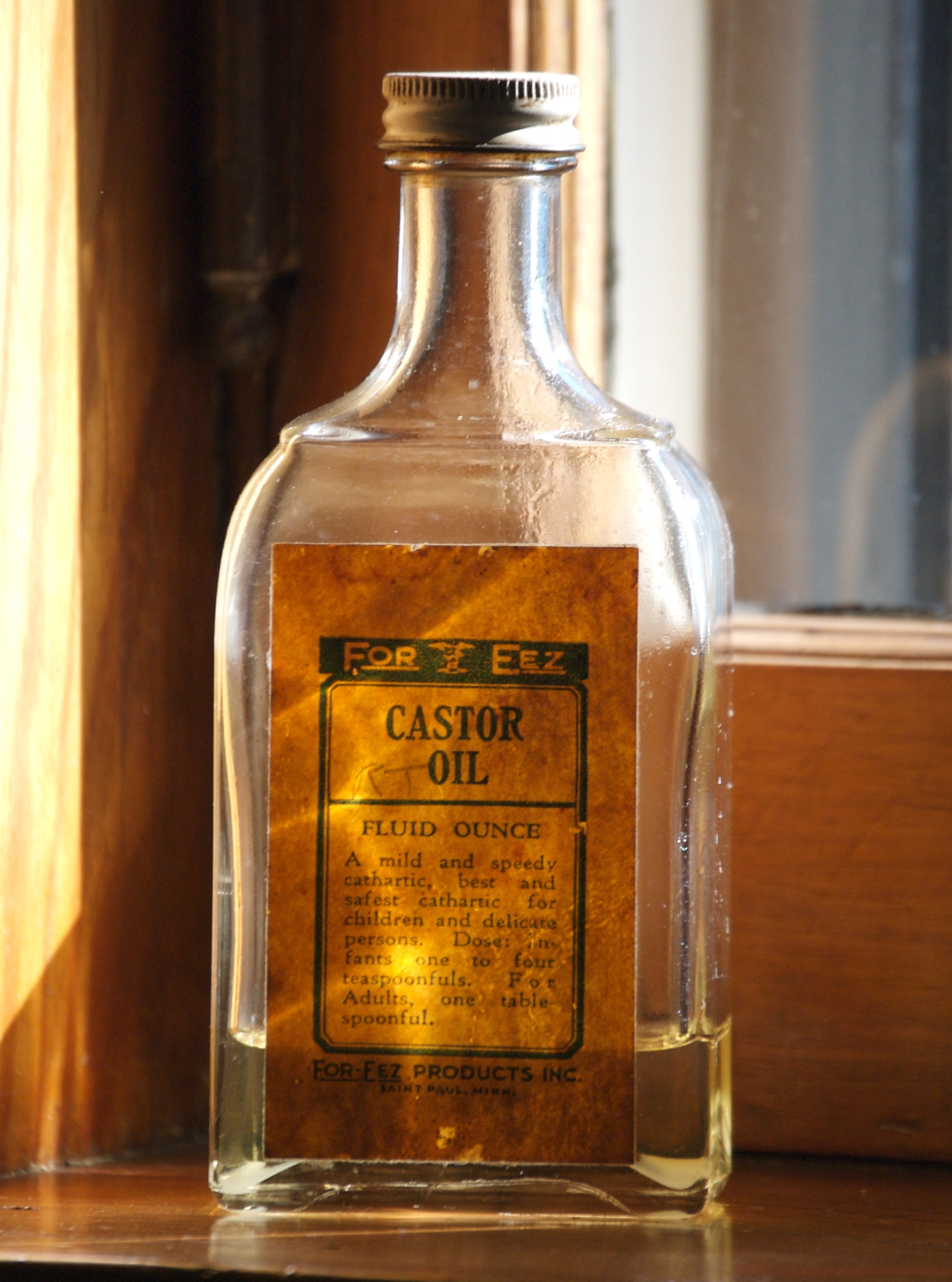
Botella de aceite de ricino.

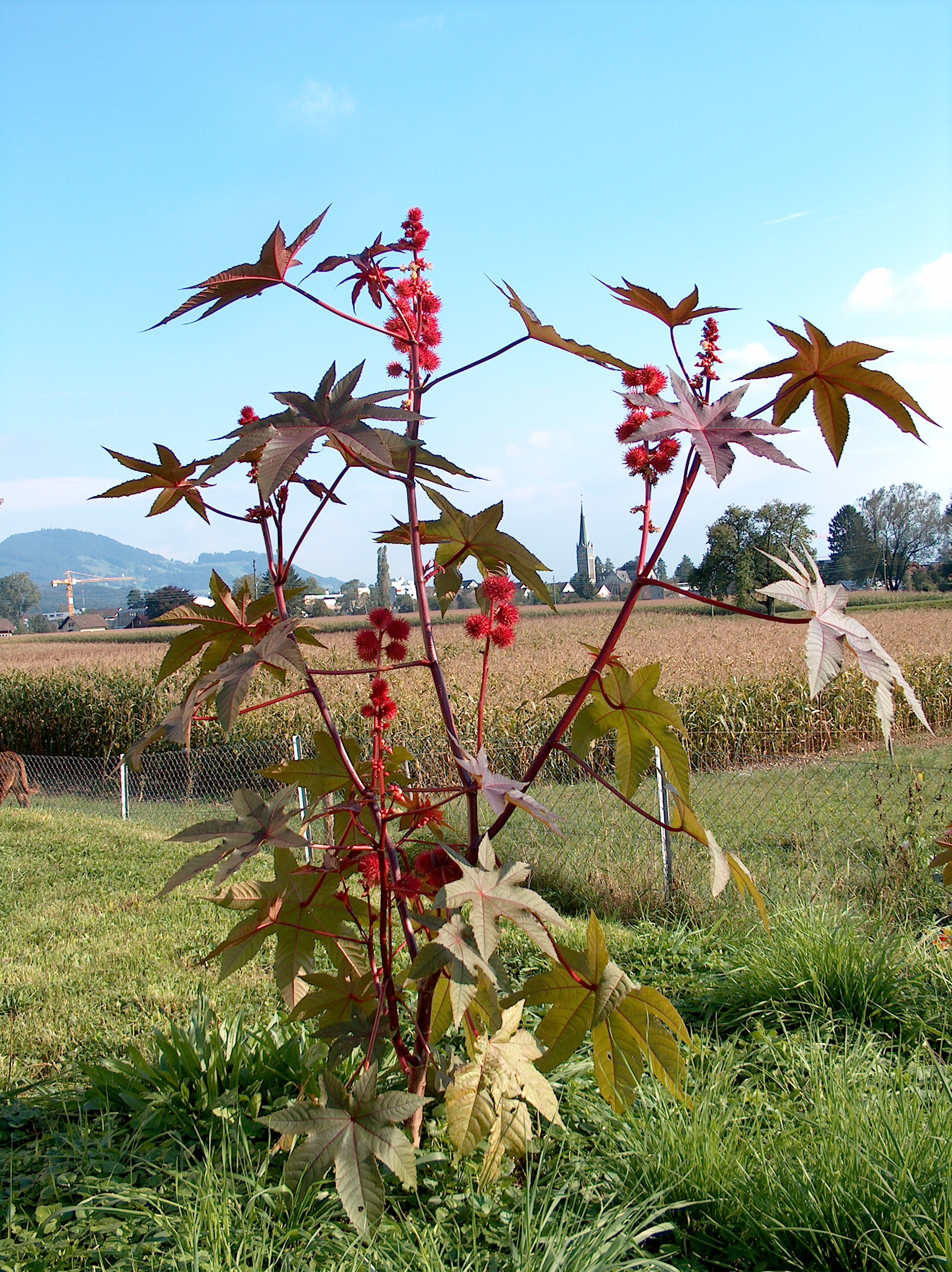
Ricinus communis

El aceite de ricino se obtiene de las semillas de la planta Ricinus communis, comúnmente llamado ricino, castor, tártago, higuereta, higuerilla, higuera infernal, mosquitera, entre otros muchos vocablos.
Entre el 40 y el 50 % de su peso es aceite, que contiene entre un 70 y un 77 % de triglicéridos del ácido ricinoleico.
A diferencia de las propias semillas, no es tóxico.

## Composición
| Nombre del ácido         | Rango de porcentajes |
| Ácido ricinoleico        | 85-95 %              |
| Ácido oleico             | 1-6 %                |
| Ácido linoleico          | 1-5 %                |
| Ácido linolénico         | 0,5-2 %              |
| Ácido esteárico          | 0,5-1 %              |
| Ácido palmítico          | 0,5-1 %              |
| Ácido dihidroxiesteárico | 0,3-0,5 %            |
| Otros                    | 0,2-0,5 %            |

## Aplicaciones
Desde tiempos faraónicos se utiliza la planta de ricino con fines medicinales. La aplicación más conocida es como purgante. Una dosis típica contiene entre 15 y 30 ml (1 o 2 cucharadas) de aceite de ricino. De este, las enzimas del intestino liberan el ácido ricinoleico (un ácido carboxílico con 18 átomos de carbono), que es el principio activo. La reacción se produce a las dos o cuatro horas de haber suministrado la dosis.
El mecanismo de acción del principio activo es similar al de la toxina diftérica, es decir, es capaz de desactivar la síntesis proteica. El efecto se basa, por una parte, en la acumulación de agua en el intestino y, por otra, en la irritación de las mucosidades, que acelera el vaciado del sistema intestinal. Como efecto secundario, se inhibe la asimilación de sodio y agua, además de las vitaminas lipofílicas del intestino. En dosis elevadas se pueden producir náuseas, vómitos, cólicos y diarrea aguda, lo cual ha hecho que este aceite haya sido usado como herramienta de castigo y tortura (sumado a su desagradable sabor). Además, se ha descrito la aplicación del aceite de ricino en mezclas para inducir el parto.
Asimismo, el aceite de ricino es un producto que forma parte de la fabricación de plásticos, lacas, pinturas, lubricantes y cosméticos. Se constituye en un poliol, en razón de que es un triglicérido con alto contenido de ácido recinoléico; por tanto, es apto para la fabricación de poliuretano. Para esto se requiere que el aceite tenga valor ácido y humedad mínimos. También se suele usar en cosmética para alargar las pestañas.
Antiguamente se utilizaba también como combustible o como añadido a la gasolina en competición. De hecho, actualmente se utiliza como lubricante (20 % aceite de ricino, 80 % gasolina) para motores a explosión de dos tiempos.
El aceite de ricino cuenta con una particularidad: «inestabilidad térmica», que debido a su estructura única, en lugar de ser una desventaja es su mayor fortaleza. Esta inusual inestabilidad, a determinada temperatura crítica, dispara un mecanismo que da al aceite de ricino su perfil de superlubricante único en su tipo, permitiéndole lubricar a temperaturas donde los aceites de tipo sintético lo harían de manera deficiente. Debido a su singular estructura molecular al depositarse entre el pistón y el cilindro donde el calor generado en la combustión lo lleva a un punto crítico, el aceite de ricino sufre un proceso de «deshidratación», perdiendo una molécula de agua. El aceite de ricino se polimeriza rápidamente al ser expuesto a alta temperatura. A medida que se polimeriza, forma ésteres de peso molecular más y más elevado. Estos ésteres a su vez se comienzan a descomponer a temperaturas cercanas a los 350 °C. El aceite de ricino forma enormes estructuras moleculares a estas elevadas temperaturas. En otras palabras, a medida que la temperatura aumenta el aceite de ricino se transforma en un «mejor lubricante». Desafortunadamente, el producto final de este proceso es lo que se denomina vulgarmente un «barniz» o «goma» por lo cual se recomienda sea utilizado en motores de dos tiempos de competición, los cuales son sometidos periódicamente a desarme y limpieza de sus partes. La formación de este barniz o goma que mientras el motor está en funcionamiento se encuentra en estado de líquido muy viscoso, no solo proporciona una película de lubricante de alta resistencia entre el cilindro y el pistón, sino que además mejora el sellado de la cámara de combustión incrementando la estanqueidad de la misma, y por ende, la compresión del motor.
Otra de las propiedades sobresalientes del aceite de ricino es su alta polaridad, lo que le confiere gran afinidad a las superficies metálicas. Posee un punto de inflamabilidad de solo 230 °C, pero su punto de combustión se encuentra alrededor de los 450 °C. Este comportamiento es inusual, si se considera que los aceites sintéticos utilizados para este tipo de aplicaciones poseen un punto de inflamabilidad de alrededor de 205 °C y un punto de combustión de 290 °C.
Por otra parte, se baraja su aplicación en la elaboración de biodiésel (biocombustible) y se utiliza como lubricante en motores de explosión de aviones de aeromodelismo y coches de radiocontrol, siendo la mezcla aproximadamente del 20 % aceite de ricino, 10 % de nitrometano y el 70 % restante metanol (alcohol de quemar, o también llamado alcohol metílico) y como aditivo para la gasolina sin plomo con el fin de reducir las emisiones.
El aceite de ricino se emplea para elaborar trampas adhesivas de insectos, empapando papel vegetal, el cual se mantiene tenso con una caña, bastidor, etc. Esta trampa se emplea principalmente para capturar flebotomos, siendo un método estándar para este grupo en zonas templadas. En zona tropical húmeda, el aceite chorrea y son poco efectivas, por lo que no se emplean.

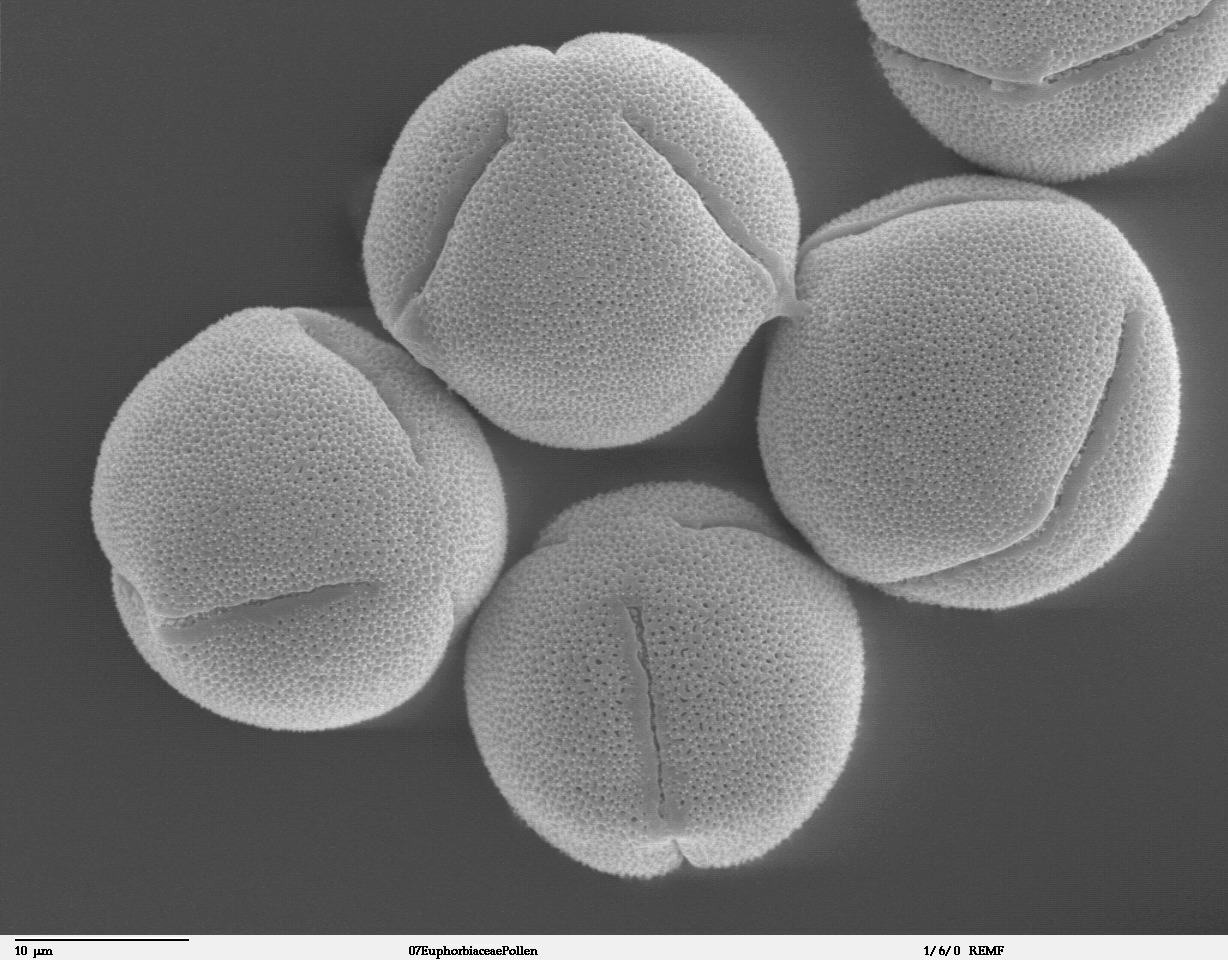
Polen de ricino visto en el microscopio electrónico